# 3,5-dimetilheptano
El 3,5-dimetilheptano es un alcano de cadena ramificada con fórmula molecular C9H20.